# Camps de marc en relativitat general
Un camp de marc en relativitat general (també anomenat tètrade o vierbein) és un conjunt de quatre camps vectorials ortonormals puntuals, un temporal i tres espacials, definits en una varietat Lorentziana que s'interpreta físicament com un model de l'Espaitemps El camp vectorial unitari del temps es denota sovint per {\displaystyle {\vec {e}}_{0}} i els tres camps vectorials unitaris espacials per {\displaystyle {\vec {e}}_{1},{\vec {e}}_{2},\,{\vec {e}}_{3}} Totes les magnituds tensorials definides a la varietat es poden expressar mitjançant el camp de trama i el seu camp de coframe dual.
Els camps de marc van ser introduïts a la relativitat general per Albert Einstein el 1928 i per Hermann Weyl el 1929.
La notació d'índex per a les tètrades s'explica en la notació de l'índex.

## Interpretació física
Els camps de trama d'una varietat Lorentziana sempre corresponen a una família d'observadors ideals immersos en l'espai-temps donat; les corbes integrals del camp vectorial unitari temporal són les línies del món d'aquests observadors, i en cada esdeveniment al llarg d'una línia del món donada, els tres camps vectorials unitaris espacials especifiquen la tríada espacial que porta l'observador. Es pot pensar que la tríada defineix els eixos de coordenades espacials d'un marc de laboratori local, que és vàlid molt a prop de la línia del món de l'observador.
En general, les línies del món d'aquests observadors no han de ser geodèsiques com el temps. Si alguna de les línies del món s'allunya d'un camí geodèsic en alguna regió, podem pensar en els observadors com a partícules de prova que s'acceleren utilitzant motors de coets ideals amb una empenta igual a la magnitud del seu vector d'acceleració. Alternativament, si el nostre observador està unit a una mica de matèria en una bola de fluid en equilibri hidroestàtic, aquesta part de matèria s'accelerarà en general cap a l'exterior per l'efecte net de la pressió que manté la bola de fluid contra l'atracció de la seva pròpia gravetat. Altres possibilitats inclouen un observador connectat a una partícula de prova carregada lliurement en una solució d'electrobuit, que per descomptat serà accelerada per la força de Lorentz, o un observador connectat a una partícula de prova de gir, que pot ser accelerada per una força de spin-spin.
És important reconèixer que els marcs són objectes geomètrics És a dir, els camps vectorials tenen sentit (en una varietat llisa) independentment de l'elecció d'un gràfic de coordenades, i (en una varietat Lorentziana), també ho fan les nocions d'ortogonalitat i longitud. Així, igual que els camps vectorials i altres magnituds geomètriques, els camps de marc es poden representar en diversos gràfics de coordenades. Els càlculs dels components de les magnituds tensorials, respecte a un marc donat, sempre donaran el mateix resultat, sigui quin sigui el diagrama de coordenades que s'utilitzi per representar el marc.
Aquests camps són necessaris per escriure l'equació de Dirac en l'espai-temps corbat.

## Especificació d'un marc
Per escriure un marc, cal triar un gràfic de coordenades a la varietat Lorentziana. Aleshores, cada camp vectorial de la varietat es pot escriure com una combinació lineal dels quatre camps vectorials de base de coordenades:
{\displaystyle {\vec {X}}=X^{\mu }\,\partial _{x^{\mu }}.}
Aquí, s'utilitza la convenció de suma d'Einstein, i els camps vectorials es consideren operadors diferencials lineals de primer ordre i els components {\displaystyle X^{\mu }} sovint s'anomenen components contravariants. Això segueix les convencions de notació estàndard per a seccions d'un paquet tangent Les anotacions alternatives per als camps vectorials de base de coordenades d'ús comú són {\displaystyle \partial /\partial x^{\mu }\equiv \partial _{x^{\mu }}\equiv \partial _{\mu }.}
En particular, els camps vectorials del marc es poden expressar d'aquesta manera:
{\displaystyle {\vec {e}}_{a}={e_{a}}^{\mu }\,\partial _{x^{\mu }}.}
En "dissenyar" un marc, naturalment cal assegurar-se, utilitzant la mètrica donada, que els quatre camps vectorials són ortonormals a tot arreu.
Els textos més moderns adopten la notació {\displaystyle \mathbf {g} _{\mu }} per {\displaystyle \partial _{x^{\mu }}} i {\displaystyle \gamma _{a}} o {\displaystyle \sigma _{a}} per {\displaystyle {\vec {e}}_{a}} Això permet el truc visualment intel·ligent d'escriure la mètrica de l'espai-temps com el producte intern dels vectors tangents de coordenades:
{\displaystyle g_{\mu \nu }=\mathbf {g} _{\mu }\cdot \mathbf {g} _{\nu }}
i la mètrica de Minkowski de l'espai pla com el producte de les gammas:
{\displaystyle \eta _{ab}=\gamma _{a}\cdot \gamma _{b}}
L'elecció de {\displaystyle \gamma _{a}} perquè la notació és una combinació intencionada amb la notació utilitzada per a les matrius de Dirac ; permet el {\displaystyle \gamma _{a}} s'ha de prendre no només com a vectors, sinó com a elements d'una àlgebra, l'àlgebra espai-temps. Utilitzat adequadament, això pot simplificar part de la notació utilitzada per escriure una connexió de spin.
Un cop adoptada una signatura, per dualitat cada vector d'una base té un covector dual a la cobase i viceversa. Així, cada camp de trama està associat a un camp de coframe únic, i viceversa; un camp coframe és un conjunt de quatre seccions ortogonals del paquet cotangent.